# Mark Rein
Mark Rafailovich Rein (1909-¿1937?) fue un político y periodista de origen ruso.

## Biografía
Nacido en 1909 en Vilna —entonces parte del Imperio ruso—, de familia judía, era hijo del político Raphael Abramovitch. Su padre un importante dirigente de la facción menchevique del Partido Obrero Socialdemócrata de Rusia, y lograría escapar de la Unión Soviética cuando comenzó la represión contra los dirigentes mencheviques. En 1911 se exilió junto a su familia y aunque volvería a Rusia después de la revolución de 1917, posteriormente volvería a marchar al exilio. Buena parte de los siguientes años los pasó en París y Berlín. Llegó a militar en el SPD alemán y en el SAP sueco. Mientras residía en París se unió a las Juventudes socialistas francesas.
Tras el comienzo de la Guerra civil española, en la primavera de 1937 se trasladó a este país como corresponsal de varias publicaciones antiestalinistas, como el periódico sueco Social Demokraten o el diario judeo-americano Forward. Se estableció en la ciudad de Barcelona, hospedándose en el Hotel Continental. Durante esta etapa trabó amistad con el político socialdemócrata alemán Willy Brandt. El 9 de abril de 1937 abandonó el hotel en el que se hospedaba y desapareció sin dejar rastro. La historiografía ha asumido que fue secuestrado y posteriormente asesinado por los servicios secretos soviéticos que actuban en España.
Su padre llegó a viajar a España para buscar a su hijo, aunque sin éxito.